# Hliðskjálf
Ne doit pas être confondu avec Hlidskjálf.
Albums de Burzum
Dauði Baldrs
(1997) Belus
(2010)
Hliðskjálf est le sixième album de Burzum, le projet musical du musicien norvégien Varg Vikernes. Comme pour l'album précédent, Dauði Baldrs, cet album est constitué entièrement d'ambient. Hliðskjálf fut enregistré sur un synthétiseur pendant que Varg Vikernes était en prison, car le musicien n'était pas autorisé à jouer d'autres instruments.

## Liste des titres
Toutes les pistes ont été composées et jouées par Varg Vikernes.
| No | Titre                   | Traduction                           | Durée |
| -- | ----------------------- | ------------------------------------ | ----- |
| 1. | Tuistos Herz            | Le cœur de Tuisto                    | 6:13  |
| 2. | Der Tod Wuotans         | La mort de Wotan                     | 6:43  |
| 3. | Ansuzgardaraiwô         | Les guerriers d'Asgard               | 4:28  |
| 4. | Die Liebe Nerþus’       | L'amour de Nerthus                   | 2:14  |
| 5. | Frijôs einsames Trauern | Les lamentations solitaires de Frigg | 6:15  |
| 6. | Einfühlungsvermögen     | Le pouvoir de l'empathie             | 3:55  |
| 7. | Frijôs goldene Tränen   | Les larmes d'or de Frigg             | 2:38  |
| 8. | Der Weinende Hadnur     | Höd pleurant                         | 1:16  |

## Sources
- Discographie officielle
- Hliðskjálf sur Encyclopaedia Metallum
- Interview au sujet de l'album